# Seville (Georgia)
Seville es un lugar designado por el censo ubicado en el condado de Wilcox en el estado estadounidense de Georgia. En el año 2010 tenía una población de 202 habitantes.

## Geografía
Seville se encuentra ubicado en las coordenadas 31°57′38″N 83°35′57″O / 31.96056, -83.59917.